# Le Samouraï
Le samouraï (bra: O Samurai) é um filme de suspense policial neo-noir de 1967 escrito e dirigido por Jean-Pierre Melville e estrelado por Alain Delon, François Périer, Nathalie Delon e Cathy Rosier. Uma produção franco-italiana, retrata os caminhos cruzados de um assassino profissional (Delon) tentando descobrir quem o contratou para um trabalho e depois tentou matá-lo, e o comissário parisiense (Périer) tentando pegá-lo.
O filme foi lançado em 25 de outubro de 1967 e vendeu mais de 1,9 milhão de ingressos na França. Recebeu críticas positivas, com elogios especiais ao roteiro e à direção atmosférica de Melville, e à atuação de Delon. 
Delon e Melville cristalizam um longa-metragem citado como um dos mais influentes da história, que se tornará uma referência essencial para muitos cineastas. Muitas obras da Nova Hollywood e sucessos posteriores contêm referências explícitas a Le Samouraï e ao personagem de Jef Costello. O filme foi classificado pela Revista Empire em 39º na lista dos "100 Melhores Filmes do Cinema Mundial" em 2010.

## Sinopse
Jef Costello é um assassino de aluguel frio e calculista, contratado por um intermediário para matar um empresário em um clube noturno. Na saída ele é visto pela pianista Valérie e é detido logo em seguida pela polícia, pois corresponde com a descrição dada pelas testemunhas que o viram no clube. Jef preparara cuidadosamente um álibi com a ajuda da namorada Jane Lagrange e de outros cúmplices, e é beneficiado por Valérie que não o identifica. Com isso a polícia não tem outra alternativa senão liberá-lo. Mas o inspetor ordena que continuem a segui-lo e investigá-lo. Os contratantes não gostam de saber que a polícia detivera Jef e lhe preparam um atentado, temendo serem descobertos. O criminoso escapa ferido e agora vai atrás de Valérie pois desconfia que ela recebera ordens de não o denunciar pelos mesmos que tentaram lhe matar e ele quer que ela revele quem são.

## Elenco
| Ator               | Personagem               | Detalhes                                        |
| ------------------ | ------------------------ | ----------------------------------------------- |
| Alain Delon        | Jef Costello             | Assassino de aluguel                            |
| François Périer    | Inspetor superintendente |                                                 |
| Nathalie Delon     | Jane Lagrange            | Esposa do Alain Delon em sua estréia como atriz |
| Cathy Rosier       | Valérie, a pianista      |                                                 |
| Jacques Leroy      | O homem da passarela     |                                                 |
| Michel Boisrond    | Wiener                   |                                                 |
| Robert Favart      | Barman                   |                                                 |
| Jean-Pierre Posier | Olivier Rey              |                                                 |
| Catherine Jourdan  | A chapeleira             |                                                 |
| Roger Fradet       | Primeiro inspetor        |                                                 |
| Carlo Nell         | Segundo inspetor         |                                                 |
| Robert Rondo       | Terceiro inspetor        |                                                 |
| André Salgues      | O homem da garagem       |                                                 |

## Influência e legado
Stephen Teo chama Le Samouraï de "possivelmente o thriller policial francês mais influente já feito, uma mistura de um procedimento policial (le film policier) e um thriller de ação cheio de suspense concentrado em um assassino profissional, Jef Costello, interpretado por Alain Delon, dando a performance definitiva de sua carreira". No website agregador de críticas, Rotten Tomatoes, o longa-metragem tem uma taxa de aprovação de 92% com base em 51 avaliações e uma pontuação média de 8,7/10; o "consenso dos críticos" do site diz: "Le Samouraï aproveita ao máximo sua estética simples, usando uma direção elegante - e influente -, performances sólidas e uma atmosfera densa para tecer uma história envolvente".
O longa-metragem influenciou inúmeras outras obras e diretores:
- O filme alemão Liebe ist kälter als der Tod presta homenagem a mestres do cinema francês como Claude Chabrol e Éric Rohmer. Além disso, o estilo de direção é inspirado em Le Samouraï enquanto a arte do pôster lembra a silhueta de Alain Delon.[21]
- O personagem Jef Costello teve um grande impacto em Fernando Di Leo e sua Trilogia Milieu (Milano calibro 9, La mala ordina e Il Boss).[22][23][24]
- Luc Besson se inspirou em Jef Costello (interpretado por Delon em Le Samouraï) para criar Léon, o personagem titular encarnado por Jean Reno em Léon: The Professional.[25][26]
- Richard Ayoade cita o longa-metragem como uma grande inspiração para sua filmografia. Em Submarine, o personagem de Oliver Tate usa o mesmo traje de Delon e exibe um pôster do filme em seu quarto, por admiração ao personagem que interpreta.[27][28] Algumas cenas de Submarine são diretamente inspiradas no clássico francês.[29]
- Fabio Grassadonia e Antonio Piazza em Salvo procuraram recriar a aura do filme noir francês.[30] A escolha de Saleh Bakri para interpretar Salvo, um assassino siciliano, surgiu desta visão: “Queríamos uma forte presença física que dominasse a tela com carisma, pensando em Jean-Pierre Melville, no filme noir francês e em atores como Alain Delon".[31][32]
- A atmosfera geral, o desenvolvimento dos personagens e o estilo narrativo do filme americano The French Connection são amplamente influenciados por Le Samouraï de Jean-Pierre Melville. William Friedkin também se inspirou no personagem interpretado por Alain Delon - um assassino solitário e metódico - para moldar o personagem de Popeye Doyle (Gene Hackman).[33] Além disso, a cena de perseguição no metrô em The French Connection é diretamente inspirada no longa-metragem e em Bullitt.[34]
- Enquanto The Conversation de Francis Ford Coppola está enraizado na paranoia e nas ansiedades tecnológicas da década de 1970, seu personagem principal, Harry Caul (Gene Hackman), compartilha semelhanças impressionantes com Jef Costello (Alain Delon), o assassino taciturno de Le Samouraï.[35][36][37] Como Costello, Harry Caul é um homem de hábitos meticulosos, definido mais por suas ações do que por suas palavras. Suas vidas são austeras, definidas pela rotina e isolamento.
- Por meio de sua interpretação de Jef Costello, Alain Delon estabeleceu o arquétipo do "anti-herói silencioso e estóico". O personagem de Ryan O'Neal em The Driver é quase inteiramente baseado em Jef Costello.[38] The Driver também é considerado uma adaptação não oficial de Le Samouraï.[39]
- Martin Scorsese também observou que Jef Costello, interpretado por Delon em Le Samouraï serviu de inspiração para a criação de Travis Bickle, o protagonista de Taxi Driver (um papel que foi oferecido a Alain Delon).[40][41]
- Le Samouraï é um dos filmes favoritos de Quentin Tarantino.[42][43][44] O clássico francês influenciou sua criação do mundo de Reservoir Dogs e Pulp Fiction. Nesse sentido, o figurino de ambos surgiu de uma discussão entre Tarantino e a figurinista Betsy Heimann sobre os filmes noir franceses com Alain Delon.[45][46][44][43]
- O diretor Michael Mann para Heat (assim como para Collateral), cria o personagem de Neil McCauley, interpretado por Robert De Niro.[47] Inspirando-se no estilo minimalista e distante de Delon em Le Samouraï.[48]
- A estrutura narrativa de Ronin "tem uma dívida com Le Samouraï".[49][50][51] Enquanto Ronin gira em torno de um assalto, seu cerne está nos dilemas psicológicos e morais de seu protagonista. Sam (Robert De Niro), como Jef, opera em um mundo de engano e lealdades mutáveis, onde a confiança é escassa e a sobrevivência depende de previsão e adaptabilidade.
- Em Ghost Dog: The Way of the Samurai de Jim Jarmusch o final do filme presta homenagem abertamente a Le Samouraï, já que Alain Delon e Ghost Dog carregam uma arma de fogo descarregada em um cenário onde estão totalmente cientes de seu destino iminente.[52] Forest Whitaker também se inspirou no papel de Delon como Jef Costello para sua atuação: “Como parte da minha preparação, assisti a esta obra-prima com Alain Delon. Graças a ele, entendi a virtude do silêncio".[53][54][55]
- Para se preparar para seu papel como Vincent em Collateral, o ator Tom Cruise declarou que “primeiro assistiu a vários filmes sobre assassinos profissionais, incluindo Le Samouraï de Jean-Pierre Melville com Alain Delon. Eu [Tom Cruise] fiquei profundamente fascinado por seu carisma solitário e melancólico na execução de seus negócios implacáveis".[56] A aparência e o comportamento de Cruise no longa-metragem lembram fortemente Jef Costello de Le Samouraï.[57]
- O filme de Anton Corbijn, The American (inspirado em Le Samouraï de Melville ) é estrelado por George Clooney como um assassino, que se assemelha a Costello.[58][59][60]
- Em Drive de Nicolas Winding Refn e Baby Driver de Edgar Wright,[61] ambos os diretores se inspiraram em Le Samouraï, criando protagonistas — interpretados por Ryan Gosling e Ansel Elgort respectivamente — que são motoristas de fuga taciturnos, mas carismáticos, que lembram Jef Costello.[62] Ryan Gosling afirmou que sua atuação em Drive foi influenciada pela atuação de Delon em Le Samouraï.[63]
- Ao desenvolver a franquia The Equalizer, o cineasta Antoine Fuqua reconheceu que Delon influenciou o personagem de Robert McCall, um homem solitário com fortes motivações morais que atua como um vigilante para aqueles incapazes de se defender. Interpretado por Denzel Washington, Fuqua explicou: “Minhas maiores inspirações foram filmes estrangeiros da década de 1970, realmente […]. E, claro, todos aqueles filmes de Alain Delon, particularmente os franceses, como Le Samouraï (1967), com esse tipo de ritmo lento e desenvolvimento de personagens conforme a história se desenrola. Esse é o tipo de filme que me inspira".[64]
- Chad Stahelski, o diretor por trás da franquia John Wick também é um grande admirador de Alain Delon e Jean-Pierre Melville.[65][66][67] Stahelski se inspirou em Le Cercle Rouge e Le Samouraï ao criar John Wick: "Os filmes de John Wick são todas cartas de amor de Keanu, eu mesmo, nossa equipe de dublês e nossa equipe criativa para todos, de Wong Kar-wai a Sammo Hung, Sergio Leone, Kurosawa, Alain Delon e "O Samurai", Spielberg, Tarantino... Para todas aquelas pessoas que amávamos enquanto crescemos".[66]
- Em The Killer, Michael Fassbender e David Fincher são inspirados no personagem interpretado por Alain Delon.[68][69][70]
- Jon Watts credita Le Samouraï para a criação dos personagens de Brad Pitt e George Clooney em Wolfs.[71]
- O ator Tony Leung, em seu papel como o inspetor disfarçado em Hard Boiled adota características que lembram Le Samouraï de Delon.[72] Seu personagem até recebeu o nome de Alain Delon.[73]
- Os filmes de Johnnie To frequentemente prestam homenagem ao trabalho de Melville, com Chuen jik sat sau e Vengeance servindo como exemplos notáveis.[74][75]
- O protagonista de Dalkomhan insaeng se chama "Jeff" em homenagem a Costello, é um descendente direto de Jeff Costello, compartilhando as mesmas características do assassino solitário e traído.[76][77][78]
- Na comédia de Pang Ho-Cheung, You Shoot, I Shoot Eric Kot interpreta um assassino de aluguel que idolatra Jeff Costello, vestindo-se como ele e até falando com um pôster do filme Le Samouraï em seu apartamento.[79][80]
- O ator sul-coreano Jung Woo-sung também se inspirou na atuação de Alain Delon em Le Samouraï para sua interpretação em Gam-si-ja-deul.[81]
- O filme Yellow Cat de Adilkhan Yerzhanov de 2020 apresenta um protagonista que cita e executa cenas de Le Samouraï ao longo do filme como um traço importante do personagem.[82][83][84]
- A canção de Madonna de 2012, "Beautiful Killer", é uma homenagem a Alain Delon e faz alusão ao seu papel em Le Samouraï com os versos: "You are a beautiful kille/ I like your silhouette when you stand on the streets / Like a samurai you can handle the heat / Makes me wanna pray for a haunted man".[85]